# Malta en el Festival de la Canción de Eurovisión 2023
Malta participará en el LXVII Festival de la Canción de Eurovisión, que se celebrará en Liverpool, Reino Unido del 9 al 13 de mayo de 2023, tras la imposibilidad de Ucrania de acoger el concurso por la victoria de Kalush Orchestra con la canción «Stefania». La Public Broadcasting Services (PBS), radiodifusora encargada de la participación maltesa dentro del festival, decidió mantener el formato de selección tradicional, organizando el Malta Eurovision Song Contest para elegir al representante del país en el concurso eurovisivo.
La preselección celebrada en seis galas entre el 13 de enero y el 11 de febrero de 2023, dio como ganadores en la final al grupo The Busker con el tema «Dance (Our own party)», compuesto por los miembros de la banda: David Meilak, Sean Meachen, Jean Paul Borg junto a Matthew James Borg.

## Historia de Malta en el Festival
Malta debutó en el festival de 1971, participando desde entonces en 34 ocasiones. El mejor resultado de Malta es el 2.° lugar obtenido por Ira Losco con la canción «7th wonder» en 2002 y por Chiara con la balada «Angel» en 2005. Previamente Malta había alcanzado la 3.ª posición en 2 ocasiones: en 1992 con Mary Spiteri y la canción «Little Child», y la segunda ocasión en 1998 con Chiara y el tema «The one that I loved». Malta se ha clasificado en 14 ocasiones dentro de los 10 mejores del concurso, si bien en los últimos años ha obtenido resultados regulares, incluyendo 8 eliminaciones en semifinales desde 2004.
En 2022, la ganadora del tradicional MESC Emma Muscat, no clasificó a la final terminando en 16.ª posición con 47 puntos en la segunda semifinal con el tema «I Am What I Am».

## Representante para Eurovisión

### Malta Eurovision Song Contest 2023
Malta confirmó su participación en el Festival de la Canción de Eurovisión 2023 el 2 de septiembre de 2022, confirmando la organización del Malta Eurovision Song Contest 2023. Con el anuncio se reveló que la final se organizaría el 11 de febrero de 2023 y que el formato contaría con una fase de cuartos de final, buscando contar con 40 canciones. En el reglamento publicado por la PBS, se permitió la participación de compositores de cualquier nacionalidad siempre y cuando los artistas participantes fueran malteses o contaran con la ciudadanía maltesa. Así mismo, los artistas no contaron con límite de canciones para proponer, sin embargo solo podrían concursar con una de ellas dentro de la preselección.
El periodo de recepción de candidaturas se abrió del 17 al 31 de octubre de 2022. El 21 de noviembre de 2022 se anunciaron las 40 canciones participantes, dejando pendiente para una fecha posterior la publicación de las canciones.

#### Formato
La competencia consistió en cinco galas: tres rondas de cuartos de final, una semifinal y la final. Las dos primeras galas de cuartos de final tuvieron a 13 participantes cada uno, mientras la tercera tuvo a los restantes 14 concursantes; donde se sometieron a una votación compuesta 50% por un panel de jurados y el restante 50% por la votación del público. Tras las tres galas de presentación, se realizó una gala especial en donde se realizó la votación del público, avanzando los veinticuatro más votados. En la semifinal, los 24 concursantes se presentaron en una sola gala y se volvieron a someter a una votación compuesta 50% por un panel de jurados y el restante 50% por la votación del público, avanzando a la final los dieciséis más votados. 
En la final, los 16 participantes fueron de nuevo sometidos a una votación compuesta 50% por un panel de jurados y el restante 50% por la votación del público. En esta votación, El panel de jurados estuvo compuesto por cinco miembros, los cuales votaron las canciones con un sistema parecido al de Eurovisión: 12, 10, 8, 7, 6, 5, 4, 3, 2 y 1 punto. De esta forma, el jurado profesional repartió 290 puntos. El público también repartió los mismos 290 puntos con base en el porcentaje de votos recibidos a través de los dos métodos de votación: llamadas telefónicas y mensajes de texto. Tras sumar ambos grupos, el más votado fue declarado ganador del concurso y representante de Malta en Eurovisión.

#### Candidaturas
El 27 de diciembre de 2022 fueron publicados en YouTube fragmentos de 30 segundos de las candidaturas, sin poderse escuchar íntegras hasta el día de su correspondiente semifinal.
| Artista(s)           | Canción (Traducción)                                      | Idioma                  | Compositor(es)                                                                                            |
| -------------------- | --------------------------------------------------------- | ----------------------- | --- |
| Aidan                | «Regina» (Reina)                                          | Maltés, Inglés, Español | Aidan Cassar, Boban Apostolov                                                                             |
| Andre                | «Broken Hill» (Monte quebrado)                            | Inglés                  | Toby Farrugia, David Cassar Torreggiani                                                                   |
| Bradley Debono       | «Blackout» (Apagón)                                       | Inglés                  | Christina Magrin                                                                                          |
| Brooke               | «Checkmate» (Jaque mate)                                  | Inglés                  | Brooke Borg, Gerard James Borg, Christian Rabb, Dino Medanhodzic, Lukas Meijer                            |
| Cheryl Balzan        | «La La Land» (La La Land)                                 | Inglés                  | Toby Farrugia, David Cassar Torreggiani                                                                   |
| Chris Grech          | «Indescribable» (Indescriptible)                          | Inglés                  | Chris Grech, Edward Mifsud                                                                                |
| Christian Arding     | «Eku Ċar» (Eco claro)                                     | Maltés                  | Jan van Dijck, Emil Calleja Bayliss                                                                       |
| Clintess             | «Lura Qatt» (Nunca hacia atrás)                           | Maltés                  | Dominic Cini, Etienne Micallef                                                                            |
| Dan                  | «It'll Be OK» (Estaré bien)                               | Inglés                  | Daniel Muscat Caruana                                                                                     |
| Dario                | «Pawn In a Game» (Peón de un juego)                       | Inglés                  | Henric Pierroff, Sandra Nordstrom                                                                         |
| Dario Bezzina        | «Bridle Road» (Camino en herradura)                       | Inglés                  | Martin Alenmark, Darren Michaels, Charlie Mason                                                           |
| Dominic & Anna       | «Whatever the Wind May Blow» (Cualquier viento que sople) | Inglés                  | Alexander Silver Darter, Michael Berger, Will Taylor, Jonas Gladnikoff                                    |
| Eliana Gomez Blanco  | «Guess What» (Adivina qué)                                | Inglés                  | Ray Agius, Alfred C. Sant                                                                                 |
| Fabrizio Faniello    | «Try to Be Better» (Intenta ser mejor)                    | Inglés                  | Johan Bejerholm                                                                                           |
| Francesca Sciberras  | «Masquerade» (Máscara)                                    | Inglés                  | Macro Debono, Rita Pace                                                                                   |
| Geo Debono           | «The Mirror» (El espejo)                                  | Inglés                  | Daniele Moretti, Natasha Turner, Niall Mooney                                                             |
| Giada                | «I Depend On You» (Depende de ti)                         | Inglés                  | Melanie Georgiou                                                                                          |
| Greta Tude           | «Sound Of My Stilettos» (Sonido de mis tacones)           | Inglés                  | Antoine Farrugia, Muxu, Cyprian Cassar                                                                    |
| Haley                | «Tik Tok» (Tic tac)                                       | Maltés                  | Philip Vella, Gerard James Borg                                                                           |
| Ian                  | «On My Own» (A mi modo)                                   | Inglés                  | Melanie Georgiou                                                                                          |
| Jake                 | «Love You Like That» (Amarte así)                         | Inglés                  | Michael James Down, Jonas Gladnikoff, Primoz Poglajen                                                     |
| James Louis          | «Dream» (Sueño)                                           | Inglés, Maltés          | James Mifsud                                                                                              |
| Jason Scerri         | «Anything Can Happen» (Cualquier cosa puede pasar)        | Inglés                  | Jason Scerri                                                                                              |
| Jessika              | «Unapologetic» (Sin reparos)                              | Inglés                  | Jessica Muscat, Stefan Moessle                                                                            |
| John Galea           | «Trailblazer» (Pionero)                                   | Inglés                  | John Galea                                                                                                |
| Kirstie              | «Girls Get Down» (Las chicas en marcha)                   | Inglés                  | Muxu, Cyprian Cassar                                                                                      |
| Klinsmann            | «Piranah» (Piraña)                                        | Inglés                  | Mats Ygfors, Robin Svensson, Magdalena Ohlin, Gerard James Borg                                           |
| Lyndsay              | «Haunted» (Asustada)                                      | Inglés                  | Primoz Poglajen, Jonas Gladnikoff, Michael James Down, Will Taylor, Sara Ljunggren, Johnny Sanchez        |
| Maria Christina      | «Our Flame» (Nuestro fuego)                               | Inglés                  | Erik Horvath, Rickard Bonde Truumeel, Ylva Persson, Linda Persson, Emil Calleja Bayliss                   |
| Maria Debono         | «X'allegrija» (Qué alegría)                               | Maltés                  | Maria Debono                                                                                              |
| Marie Claire         | «Thankful» (Agradecida)                                   | Inglés                  | Thorghy Landgren, Thomas Rodin, Rickard Bonde Truumeel, Ylva Persson, Linda Persson, Emil Calleja Bayliss |
| Mark Anthony Bartolo | «Tears» (Lágrimas)                                        | Inglés                  | Mark Anthony Bartolo                                                                                      |
| Matt Blxck           | «Up» (Arriba)                                             | Inglés                  | Matthew Caruana                                                                                           |
| Maxine Pace          | «Alone» (Sola)                                            | Inglés                  | Shaun Farrugia, Steve Manovski                                                                            |
| Mikhail              | «Leħen Fiċ-ċpar» (Una voz en la niebla)                   | Maltés                  | Cyprian Cassar, Cliff Casha                                                                               |
| Nathan               | «Creeping Walls» (Muros tenebrosos)                       | Inglés                  | Dominic Cini, Jonas Gladnikoff, Emil Calleja Bayliss                                                      |
| Ryan Hili            | «In the Silence» (En el silencio)                         | Inglés                  | Aaron Sibley, Natan Dragur, Cyprian Cassar                                                                |
| Stefan Xuereb        | «What Do You Want?» (¿Qué quieres?)                       | Inglés                  | Matthew James Borg, Aidan O'Connor, Richard Micallef                                                      |
| Stefan Galea         | «Heartbreaker» (Rompecorazones)                           | Inglés                  | Rikki Lee Scicluna, Muxu, Stefan Galea                                                                    |
| The Busker           | «Dance (Our Own Party)» (Bailar (nuestra propia fiesta))  | Inglés                  | Matthew James Borg, David Meilak, Sean Meachen, Jean Paul Borg                                            |

#### Cuartos de final

##### Cuartos de final 1
El primer heat de los cuartos de final tuvo lugar el 13 de enero de 2023 desde los estudios de la PBS, siendo presentada por Ryan y Josmar. Los participantes de esta eliminatoria fueron dados a conocer el 9 de enero de 2023. 13 canciones compitieron por su pase a la semifinal por medio de una única ronda de votación entre un jurado profesional y el televoto. El 23 de enero, la PBS anunció que el concursante Aidan fue descalificado de la competencia tras romper las reglas sobre promoción en redes sociales de los participantes.
| N.º | Artista             | Canción               | Resultado     |
| --- | ------------------- | --------------------- | ------------- |
| 1   | Haley               | «Tik Tok»             |               |
| 2   | Stefan Xuereb       | «What Do You Want?»   |               |
| 3   | Clintess            | «Lura Qatt»           |               |
| 4   | Fabrizio Faniello   | «Try to Be Better»    | Semifinalista |
| 5   | Eliana Gomez Blanco | «Guess What»          | Semifinalista |
| 6   | Christian Arding    | «Eku Ċar»             | Semifinalista |
| 7   | Jason Scerri        | «Anything Can Happen» |               |
| 8   | Maria Debono        | «X'allegrija»         |               |
| 9   | Geo Debono          | «The Mirror»          | Semifinalista |
| 10  | Mikhail             | «Leħen Fiċ-ċpar»      | Semifinalista |
| 11  | Aidan               | «Regina»              | Descalificado |
| 12  | Nathan              | «Creeping Walls»      | Semifinalista |
| 13  | Klinsmann           | «Piranah»             | Semifinalista |

##### Cuartos de final 2
El segundo heat de los cuartos de final tuvo lugar el 20 de enero de 2023 desde los estudios de la PBS, siendo presentada por Ryan y Josmar. Los participantes de esta eliminatoria fueron dados a conocer el 9 de enero de 2023. 13 canciones compitieron por su pase a la semifinal por medio de una única ronda de votación entre un jurado profesional y el televoto. 
| N.º | Artista              | Canción                 | Resultado     |
| --- | -------------------- | ----------------------- | ------------- |
| 1   | Francesca Sciberras  | «Masquerade»            |               |
| 2   | The Busker           | «Dance (Our Own Party)» | Semifinalista |
| 3   | Lyndsay              | «Haunted»               |               |
| 4   | Maxine Pace          | «Alone»                 | Semifinalista |
| 5   | Marie Claire         | «Thankful»              |               |
| 6   | Ian                  | «On My Own»             | Semifinalista |
| 7   | Kirstie              | «Girls Get Down»        |               |
| 8   | Dario Bezzina        | «Bridle Road»           | Semifinalista |
| 9   | Brooke               | «Checkmate»             | Semifinalista |
| 10  | Mark Anthony Bartolo | «Tears»                 | Semifinalista |
| 11  | Dan                  | «It'll Be OK»           | Semifinalista |
| 12  | Dario                | «Pawn In a Game»        |               |
| 13  | Matt Blxck           | «Up»                    | Semifinalista |

##### Cuartos de final 3
El tercer heat de los cuartos de final tuvo lugar el 27 de enero de 2023 desde los estudios de la PBS, siendo presentada por Ryan y Josmar. Los participantes de esta eliminatoria fueron dados a conocer el 9 de enero de 2023. 14 canciones compitieron por su pase a la semifinal por medio de una única ronda de votación entre un jurado profesional y el televoto. 
| N.º | Artista         | Canción                      | Resultado     |
| --- | --------------- | ---------------------------- | ------------- |
| 1   | Andre'          | «Broken Hill»                | Semifinalista |
| 2   | Bradley Debono  | «Blackout»                   | Semifinalista |
| 3   | Cheryl Balzan   | «La La Land»                 | Semifinalista |
| 4   | James Louis     | «Dream»                      |               |
| 5   | Dominic & Anna  | «Whatever the Wind May Blow» | Semifinalista |
| 6   | Greta Tude      | «Sound Of My Stilettos»      | Semifinalista |
| 7   | Ryan Hili       | «In the Silence»             | Semifinalista |
| 8   | Jessika         | «Unapologetic»               |               |
| 9   | Stefan Galea    | «Heartbreaker»               | Semifinalista |
| 10  | Giada           | «I Depend On You»            | Semifinalista |
| 11  | John Galea      | «Trailblazer»                |               |
| 12  | Jake            | «Love You Like That»         |               |
| 13  | Chris Grech     | «Indescribable»              | Semifinalista |
| 14  | Maria Christina | «Our Flame»                  |               |

#### Semifinal
La semifinal tuvo lugar en el Centro de Convenciones y Ferias de Malta de Ta' Qali el 9 de febrero de 2023 siendo presentado por Amber Bondin y Glen Vella. 24 canciones compitieron por 16 pases a la final por medio de una única ronda de votación entre un jurado profesional y el televoto.
| N.º | Artista              | Canción                      | Resultado  |
| --- | -------------------- | ---------------------------- | ---------- |
| 1   | Greta Tude           | «Sound Of My Stilettos»      | Eliminada  |
| 2   | Fabrizio Faniello    | «Try to Be Better»           | Finalista  |
| 3   | Eliana Gomez Blanco  | «Guess What»                 | Finalista  |
| 4   | Andre'               | «Broken Hill»                | Eliminado  |
| 5   | Dan                  | «It'll Be OK»                | Finalista  |
| 6   | Ian                  | «On My Own»                  | Finalista  |
| 7   | Ryan Hili            | «In the Silence»             | Finalista  |
| 8   | Mark Anthony Bartolo | «Tears»                      | Eliminado  |
| 9   | Cheryl Balzan        | «La La Land»                 | Finalista  |
| 10  | Dario Bezzina        | «Bridle Road»                | Eliminado  |
| 11  | Nathan               | «Creeping Walls»             | Finalista  |
| 12  | Chris Grech          | «Indescribable»              | Finalista  |
| 13  | Brooke               | «Checkmate»                  | Finalista  |
| 14  | Christian Arding     | «Eku Ċar»                    | Finalista  |
| 15  | Klinsmann            | «Piranah»                    | Eliminado  |
| 16  | Bradley Debono       | «Blackout»                   | Eliminado  |
| 17  | Geo Debono           | «The Mirror»                 | Finalista  |
| 18  | The Busker           | «Dance (Our Own Party)»      | Finalista  |
| 19  | Maxine Pace          | «Alone»                      | Finalista  |
| 20  | Dominic & Anna       | «Whatever the Wind May Blow» | Eliminados |
| 21  | Giada                | «I Depend On You»            | Finalista  |
| 22  | Stefan Galea         | «Heartbreaker»               | Finalista  |
| 23  | Mikhail              | «Leħen Fiċ-ċpar»             | Eliminado  |
| 24  | Matt Blxck           | «Up»                         | Finalista  |

#### Final
La final tuvo lugar en el Centro de Convenciones y Ferias de Malta de Ta' Qali el 11 de febrero de 2023 siendo presentado por Amber Bondin y Glen Vella. Participaron los 16 temas ganadores de la semifinal, siendo sometidos a una única ronda de votación entre un jurado profesional y el televoto. Tras las votaciones, el grupo The Busker venció en las votaciones, con el tema pop-funk «Dance (Our Own Party)» compuesta por los miembros del grupo: David Meilak, Sean Meachen, Jean Paul Borg junto a Matthew James Borg. El grupo obtuvo un total de 121 puntos, obteniendo 41 puntos del jurado, siendo la tercera opción predilecta del jurado y 80 puntos del televoto (aproximadamente el 28% de los votos).
| N.º | Artista             | Canción                 | Jurado | Televoto | Lugar | Total |
| --- | ------------------- | ----------------------- | ------ | -------- | ----- | ----- |
| 1   | Nathan              | «Creeping Walls»        | 3      | 9        | 11    | 12    |
| 2   | Chris Grech         | «Indescribable»         | 27     | 7        | 6     | 34    |
| 3   | Maxine Pace         | «Alone»                 | 28     | 45       | 4     | 73    |
| 4   | Fabrizio Faniello   | «Try to Be Better»      | 12     | 9        | 8     | 21    |
| 5   | Geo Debono          | «The Mirror»            | 0      | 3        | 15    | 3     |
| 6   | Brooke              | «Checkmate»             | 39     | 31       | 5     | 70    |
| 7   | Ian                 | «On My Own»             | 19     | 3        | 7     | 22    |
| 8   | Eliana Gomez Blanco | «Guess What»            | 10     | 10       | 9     | 20    |
| 9   | The Busker          | «Dance (Our Own Party)» | 41     | 80       | 1     | 121   |
| 10  | Giada               | «I Depend On You»       | 1      | 2        | 14    | 3     |
| 11  | Matt Blxck          | «Up»                    | 45     | 31       | 3     | 76    |
| 12  | Cheryl Balzan       | «La La Land»            | 5      | 4        | 13    | 9     |
| 13  | Christian Arding    | «Eku Ċar»               | 11     | 6        | 10    | 17    |
| 14  | Ryan Hili           | «In the Silence»        | 41     | 44       | 2     | 85    |
| 15  | Dan                 | «It'll Be OK»           | 8      | 2        | 12    | 10    |
| 16  | Stefan Galea        | «Heartbreaker»          | 0      | 3        | 16    | 3     |

#### Controversia

##### Descalificación de AIDAN
El 23 de enero de 2023, Aidan Cassar fue descalificado por la PBS de la competencia. Según la PBS, el cantante había roto varias normas del concurso, destacando la norma 5.6 la cual estipulaba que "Queda terminantemente prohibida la publicación de cualquier post en redes sociales, material de promoción, entrevistas o presencia/exposición en medios de comunicación a partir del anuncio de los cuartos finalistas. El incumplimiento de esta cláusula conllevará la descalificación automática." En una declaración lanzada el día siguiente, la televisora maltesa declaró que el cantante fue notificado repetidamente sobre las violaciones al reglamento de sus publicaciones pero el cantante hizo caso omiso de ellas. El 25 de enero de 2023, una petición web fue lanzada para permitir la reincorporación de Aidan Cassar en la competencia. En respuesta a la sanción de la PBS, Aidan Cassar comunicó que tomaría acciones legales, señalándose en una carta por parte de su equipo legal a PBS que el cantante había sido castigado por la cadena cuando otros concursantes también realizaron publicaciones en sus redes sociales sobre su participación en el concurso. El 31 de enero de 2023, Aidan retiró su amenaza de demanda, aduciendo la posibilidad de que tal acción pudiera provocar la cancelación de todo el evento de selección. El cantante fue invitado para actuar como invitado en la final del Malta Eurovision Song Contest 2023, con la condición de que no podía interpretar «Reġina».

## En Eurovisión
De acuerdo a las reglas del festival, todos los concursantes deben iniciar desde las semifinales, a excepción del anfitrión (en este caso, Reino Unido), el ganador del año anterior, Ucrania y el Big Five compuesto por Alemania, España, Francia, Italia y el propio Reino Unido. En el sorteo realizado el 31 de enero de 2023, Malta fue sorteada en la primera semifinal del festival. En este mismo sorteo, se determinó que participaría en la primera mitad de la semifinal (posiciones 1-7). Semanas después, ya conocidos los artistas y sus respectivas canciones participantes, la producción del programa dio a conocer el orden de actuación, determinando que el país participaría en la segunda posición, después de Noruega y precediendo a Serbia.

### Semifinal 1
The Busker tomará parte de los ensayos los días 30 de abril y 3 de mayo así como de los ensayos generales con vestuario de la primera semifinal los días 8 y 9 de mayo. Malta se presentará en la posición 2, después de Noruega y antes de Serbia.